# Rezervația naturală Vila Caracui
Vila Caracui este o rezervație naturală silvică în raionul Hîncești, Republica Moldova. Este amplasată în ocolul silvic Bozieni, Vila Caracui, parcela 37. Are o suprafață de 84 ha. Obiectul este administrat de Gospodăria Silvică de Stat Hîncești.